# Joan Julià-Muné
Joan Julià-Muné   (Cornellà del Terri, 11 d'octubre de 1950 - Lleida, 8 de juliol de 2020) va ser un mestre i lingüista català, especialitzat en fonètica aplicada i cultura asiàtica.
Va exercir com a catedràtic de fonètica aplicada al Departament de Filologia Catalana i Comunicació de la Universitat de Lleida, on va dirigir el Laboratori de Fonètica Aplicada "Pere Barnils". El març de 2012 va ser nomenat director de l'Aula d'Estudis Xinesos i, posteriorment, de la Càtedra d'Estudis Asiàtics (2013-2020, UdL-Santander).
Va ser mestre nacional d'ensenyament primari (Girona, 1968) i mestre de català (Girona, 1970). Es va llicenciar en filologia hispànica a la Universitat Autònoma de Barcelona l'any 1974 i va obtenir el doctorat en filologia catalana per la Universitat de Barcelona el 1987, amb una tesi centrada en la figura de Pere Barnils, un dels comissionats per l'Institut d'Estudis Catalans per estudiar a Alemanya. Va ser professor de fonètica a la Universitat de Lleida, cap del Departament de Filologia de la mateixa universitat i va dirigir el Laboratori de Fonètica Aplicada "Pere Barnils" des de 1983. Va impulsar la Càtedra d'Estudis Asiàtics de la UdL.
A més de la seva tasca acadèmica, va impartir cursos i seminaris sobre onomàstica forana per a locutors de Televisió de Catalunya i Catalunya Ràdio, a la Universitat de les Illes Balears i al postgrau de Correcció i Assessorament Lingüístic de la UAB. També va organitzar cursos de llengua i cultura xineses entre 1994 i 2001.
Va publicar una quinzena d'obres, entre les quals destaquen:
- L’inici de la lingüística catalana. Bernhard Schädel, Mn. Antoni M. Alcover i l’Institut d’Estudis Catalans. Una aproximació epistolar (1904-1925) (2000)
- Pere Barnils: l’home, el lingüista i el mestre (1882- (2000)
- Diccionari de fonètica (2003)
- El llenguatge de la ràdio i de la TV (2004)
- El català nord-occidental. Descripció i orientacions ortoèpiques (2004), amb Imma Creus i Sílvia Romero
- Fonètica aplicada catalana. Dels fonaments a les aplicacions de les ciències fonètiques (2005)
- Un segle de lingüística catalana: de la Lletra de convit a la GCC (1901-2002) (2019).

Va impulsar el Premi Internacional de Recerca en Filologia Catalana Joan Solà de la UdL, en col·laboració amb l'Ajuntament de Bell-lloc d'Urgell.
Va ser guardonat amb el Premi Carles Rahola d'assaig (Girona, 1984) i el Premi Prat de la Riba de l'Institut d'Estudis Catalans (2006). El desembre de 2020, la Generalitat de Catalunya li va concedir pòstumament el Premi Pompeu Fabra a la trajectòria professional, científica o cívica, juntament amb Lídia Pons i Griera.
El seu fons bibliogràfic està dipositat a la Universitat de Lleida.